# Sviștovska gora
Sviștovska gora este o arie protejată (arie specială de conservare — SAC, sit de importanță comunitară — SCI) din Bulgaria întinsă pe o suprafață de 1.917,24 ha, integral pe uscat.

## Localizare
Centrul sitului Sviștovska gora este situat la coordonatele 43°35′29″N 25°18′25″E / 43.5914°N 25.3069°E.

## Înființare
Situl Sviștovska gora a fost declarat sit de importanță comunitară în martie 2007 pentru a proteja 13 specii de animale. Situl a fost protejat și ca arie specială de conservare în martie 2021.

## Biodiversitate
Situată în ecoregiunea continentală, aria protejată conține 3 habitate naturale: Pajiști stepice panonice pe loess, Păduri panonice cu Quercus pubescens, Păduri de tei argintiu moezice.
La baza desemnării sitului se află mai multe specii protejate:
- amfibieni (2): buhai de baltă cu burta roșie (Bombina bombina), triton cu creastă dobrogean (Triturus dobrogicus)
- mamifere (2): hamster românesc (Mesocricetus newtoni), liliacul mic cu potcoavă (Rhinolophus hipposideros)
- nevertebrate (5): croitorul mare al stejarului (Cerambyx cerdo), rădașcă (Lucanus cervus), fluturele purpuriu (Lycaena dispar), croitorul cenușiu al stejarului (Morimus funereus), Unio crassus
- reptile (4): Elaphe sauromates, țestoasa de baltă (Emys orbicularis), Testudo graeca, țestoasă bănățeană (Testudo hermanni)

Pe lângă speciile protejate, pe teritoriul sitului au mai fost identificate 9 specii de plante, 5 specii de amfibieni, 8 specii de nevertebrate, 7 specii de reptile.